# Lincoln (Missouri)
Lincoln est une ville du comté de Benton, dans le Missouri, aux États-Unis,. Située au nord du comté, elle est incorporé en 1869.

## Démographie
Lors du recensement de 2010, la ville comptait une population de 1 190 habitants. Elle est estimée, en 2016, à 1 181 habitants.

## Source de la traduction
- (en) Cet article est partiellement ou en totalité issu de l’article de Wikipédia en anglais intitulé « Lincoln, Missouri » (voir la liste des auteurs).